# Stößen
Stößen (pronunciación en alemán: /ˈʃtøːsn̩/ⓘ) es un municipio situado en el distrito de Burgenland, en el estado federado de Sajonia-Anhalt (Alemania), a una altitud de 245 metros. Su población a finales de 2015 era de unos 900 habitantes y su densidad poblacional, 120 hab/km².